# Adelberg (Großlage)
Die Großlage Adelberg ist eine Weinbau-Großlage im Bereich Bingen des Bestimmten Anbaugebiets Rheinhessen.

## Lage
Die Großlage Adelberg bildet gemeinsam mit den weiteren Großlagen Abtey, Kaiserpfalz, Kurfürstenstück, Rheingrafenstein und Sankt Rochuskapelle den Bereich Bingen. Der Bereich Bingen wiederum bildet mit den Bereichen Nierstein und Wonnegau das rheinhessische Weinanbaugebiet und befindet sich im Nordwesten der Region. Rheinhessen – das mit seinen 26.578 ha Rebfläche das größte Weinanbaugebiet in Deutschland darstellt – ist eine Region am nordwestlichen Ende des Oberrheingrabens und befindet sich im östlichen Teil des Bundeslandes Rheinland-Pfalz.

## Einzellagen
Die Großlage Adelberg setzt sich aus 22 Einzellagen in elf Gemeinden sowie den Ortsteilen Rommersheim, Schimsheim und Uffhofen zusammen. Sie verfügt über eine Rebfläche von 1.738 ha. Mit 237 ha ist die Einzellage Binger Berg in Flonheim die mit Abstand größte in der Großlage Adelberg. Die kleinste findet sich im Flonheimer Ortsteil Uffhofen wieder, die dortige Lage La Roche verfügt über eine Rebfläche von 26 ha, gleichzeitig ist diese Lage auch mit 100 m ü. NHN die am niedrigsten angesiedelte Rebfläche. Der höchstangesiedelte Weinberg findet sich auf einer Höhe von 255 m ü. NHN auf dem Nacker Ahrenberg wieder. Die Rebflächen befinden sich überwiegend auf Sedimentations (Kies), Sedimentgesteins (Kalkstein, Löss, Mergel und Tonstein) sowie Vulkanit (Andesit) Böden. Unter den verschiedenen Bodentypen findet man unter anderem die Typen Braunerde, Kolluvisol, Pararendzina, Pelosol, Regosol, Rendzina und Rigosol wieder.
Liste der Einzellagen
| Gemeinde                 | Lage            | Größe in ha | Höhe in m | Hauptbodenart                     | Besondere Bodenart    | Ref    |
| ------------------------ | --------------- | ----------- | --------- | --------------------------------- | --------------------- | ------ |
| Armsheim                 | Geiersberg      | 090         | 120–230   | Sand- und Lehmmergel/Pararendzina | Löss/Pararendzina     | [ 6 ]  |
| Armsheim                 | Goldstückchen   | 153         | 160–230   | Sand- und Lehmmergel/Pararendzina | —                     | [ 7 ]  |
| Bermersheim vor der Höhe | Hildegardisberg | 029         | 170–230   | Sand- und Lehmmergel/Pararendzina | Löss/Pararendzina     | [ 8 ]  |
| Bermersheim vor der Höhe | Klostergarten   | 056         | 200–240   | Tonmergel/Pelosol                 | Kalkstein/Rendzina    | [ 9 ]  |
| Bornheim                 | Hähnchen        | 062         | 162–272   | Löss/Pararendzina                 | Vulkanstein/Braunerde | [ 10 ] |
| Bornheim                 | Kirchenstück    | 043         | 150–200   | Löss/Pararendzina                 | Mergel/Pararendzina   | [ 11 ] |
| Ensheim                  | Kachelberg      | 160         | 150–250   | Kalkstein/Rendzina                | Mergel/Pelosol        | [ 12 ] |
| Erbes-Büdesheim          | Geisterberg     | 052         | 165–222   | Roter Tonstein/Rigosol            | Vulkanstein/Braunerde | [ 13 ] |
| Erbes-Büdesheim          | Vogelsang       | 036         | 250–300   | Roter Tonstein/Rigosol            | Vulkanstein/Braunerde | [ 14 ] |
| Flonheim                 | Binger Berg     | 237         | 160–200   | Tonmergel/Pelosol                 | —                     | [ 15 ] |
| Flonheim                 | Klostergarten   | 059         | 170–278   | Roter Tonstein/Rigosol            | Vulkanstein/Braunerde | [ 16 ] |
| Flonheim                 | Rotenpfad       | 055         | 170–267   | Löss/Pararendzina                 | Rotliegend/Rigosol    | [ 17 ] |
| Lonsheim                 | Mandelberg      | 058         | 180–230   | Tonmergel/Pelosol                 | —                     | [ 18 ] |
| Lonsheim                 | Schönberg       | 052         | 180–250   | Tonmergel/Pelosol                 | Löss/Pararendzina     | [ 19 ] |
| Nack                     | Ahrenberg       | 028         | 255–280   | Andesit/Braunerde                 | —                     | [ 20 ] |
| Rommersheim              | Kachelberg      | 122         | 150–235   | Tonmergel/Pelosol                 | Löss/Pararendzina     | [ 21 ] |
| Schimsheim               | Leckerberg      | 055         | 130–210   | Sand- und Lehmmergel/Pararendzina | Löss/Kolluvisol       | [ 22 ] |
| Sulzheim                 | Schildberg      | 151         | 160–210   | Tonmergel/Pelosol                 | Kalkstein/Rendzina    | [ 23 ] |
| Uffhofen                 | La Roche        | 026         | 100–215   | Roter Tonstein/Rigosol            | —                     | [ 24 ] |
| Wendelsheim              | Heiligenpfad    | 066         | 190–230   | Andesit/Braunerde                 | Rotliegend/Rigosol    | [ 25 ] |
| Wendelsheim              | Steigerberg     | 048         | 170–216   | Kiessand/Regosol                  | —                     | [ 26 ] |
| Wörrstadt                | Rheingrafenberg | 100         | 200–245   | Kalkstein/Rendzina                | Mergel/Pelosol        | [ 27 ] |

## DLG-empfohlene Weingüter

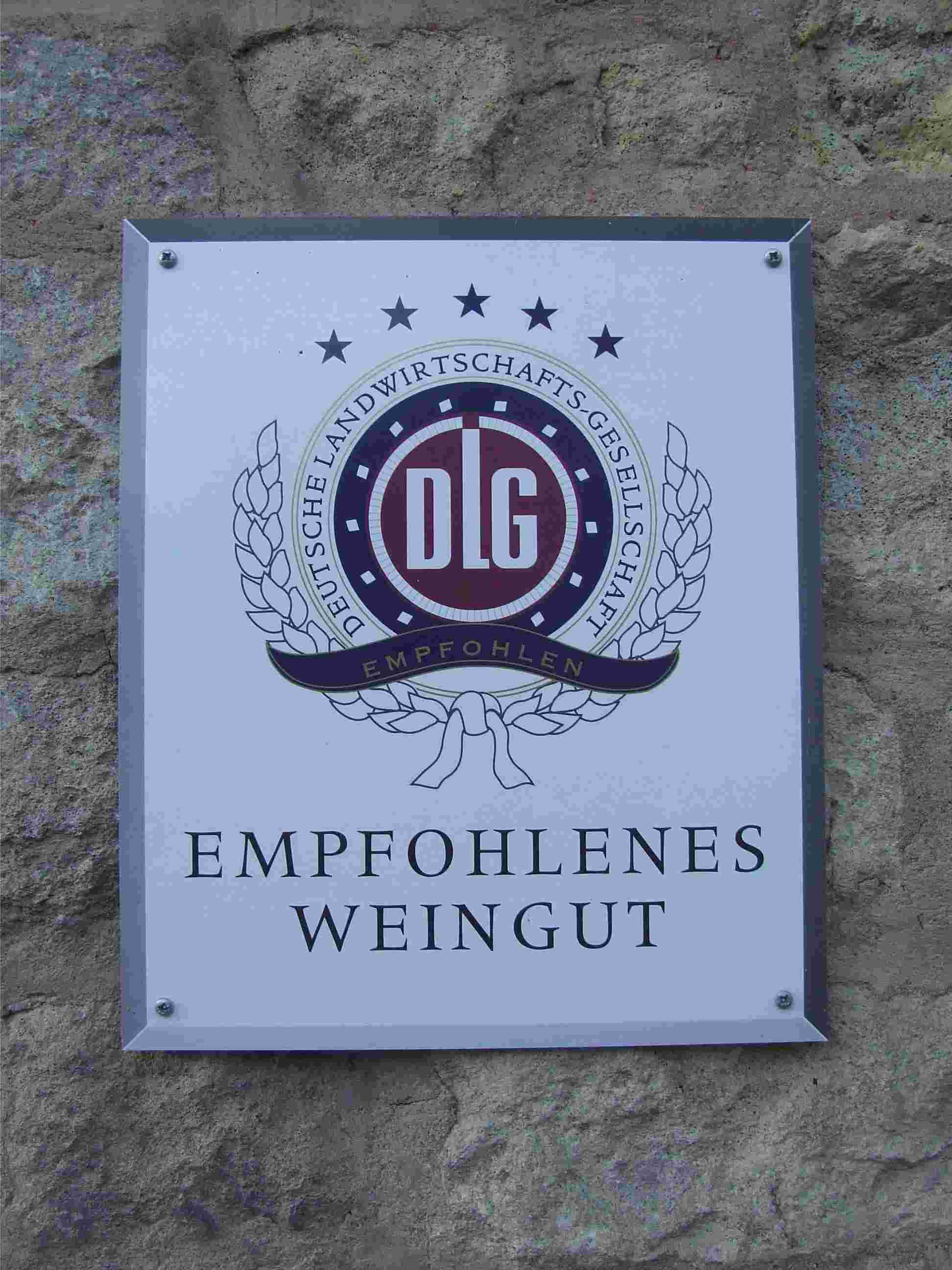
Schild an einem von der DLG empfohlenen Weingut

Die Deutsche Landwirtschafts-Gesellschaft (DLG) prüft seit 1999 Weingüter und Winzergenossenschaften und zeichnet die jährlichen Gewinner der Wettbewerbe mit den Zertifikaten DLG-Empfohlenes Weingut beziehungsweise DLG-Empfohlene Winzergenossenschaft aus.
Die Gültigkeit der Auszeichnung ist zunächst auf drei Jahre befristet. Danach wird in jährlichen Kontrollen überprüft, ob die Kriterien noch erfüllt werden. Im Bereich Bingen wurden bisher folgende Weingüter ausgezeichnet:
- Weingut Meyerhof (Flonheim)[28]
- Weingut Strubel-Roos (Flonheim)[29]